# Gare de Kilbarrack
La gare de Kilbarrack est une gare ferroviaire du Dublin Area Rapid Transit (DART).